# 142857
142.857 су шест понављајућих децималних цифара броја 1/7, 0,142857, које такође чине и најпознатији циклични број у бројевној основи 10. Овај број, помножен бројевима 2, 3, 4, 5, или 6, даје цикличну пермутацију самог себе.

## Рачун
1 × 142.857 = 142.857
2 × 142.857 = 285.714
3 × 142.857 = 428.571
4 × 142.857 = 571.428
5 × 142.857 = 714.285
6 × 142.857 = 857.142
7 × 142.857 = 999.999
Ако је помножен целим бројем већим од 7, постоји једноставан поступак да се опет добије циклична пермутација броја 142857. Додавањем првих шест цифара преосталим цифрама и понављањем поступка док не остане само шест цифара, добија се циклична пермутација броја 142857
142857 × 8 = 1142856
1 + 142856 = 142857
142857 × 815 = 116428455
116 + 428455 = 428571
Множење умношком броја 7 ће резултовати бројем 999999 након истог процеса
142857 × 74 = 342999657
342 + 999657 = 999999
Квадрат прве три цифре одузет од квадрата последње три цифре такође даје цикличну пермутацију овог броја.
8572 = 734449
1422 = 20164
734449 - 20164 = 714285
Цифре 142857 су понављајућа ниска у децималном развоју рационалног броја 1/7 = 0 , 142857 142857 14...
Стога се умношци броја 1/7 једноставно добијају поновљеним копијама одговарајућих умножака броја 142857:
1 ÷ 7 = 0 , 142857 142857 142857 14...
2 ÷ 7 = 0 , 285714 285714 285714 28...
3 ÷ 7 = 0 , 428571 428571 428571 42...
4 ÷ 7 = 0 , 571428 571428 571428 57...
5 ÷ 7 = 0 , 714285 714285 714285 71...
6 ÷ 7 = 0 , 857142 857142 857142 85...
7 ÷ 7 = 0 , 999999 999999 999999 99...
8 ÷ 7 = 1 , 142857 142857 142857 14...
9 ÷ 7 = 1 , 285714 285714 285714 28...
22 ÷ 7 = 3 , 142857 142857..., је стара апроксимација броја Пи.
{\displaystyle {\frac {1}{7}}=\sum _{n=0}^{\infty }3^{n}*10^{-(n+1)}}
Једноставно комбиновање цифара на различите начине и дељење бројем 7 или умношком броја 7 даје
142 + 857 = 999
999 ÷ 7 = 142,7 142857 142857 142857 14...
14 + 28 + 57 = 99
99 ÷ 7 = 14, 142857 142857 142857...
1 + 4 + 2 + 8 + 5 + 7 = 27
27 ÷ 7 = 3.857 142857 142857 142857...
857 - 142 = 715
715 ÷ 7 = 102, 142857 142857 142857...
1 × 4 × 2 × 8 × 5 × 7 = 2240
2240 ÷ 49 = 45,7 142857 142857 142857...
1 + 42 + 857 = 900
900 ÷ 7 = 128,57 142857 142857 142857...
1 × 4 ÷ 2 × 8 ÷ 5 × 7 = 22,4
22,4 ÷ 49 = 0,457 142857 142857 142857...
У основи 10, 142.857 је Харшадов број и Капрекаров број.

## 227{\displaystyle {\frac {22}{7}}}каоπ{\displaystyle \pi \,\!}
Ова античка апроксимација броја {\displaystyle \pi \,\!} се доводи у везу са јеврејским мистицизмом. У одређеним кабалистичким круговима, као што су медиогегнијанци је познато да двадесет и два слова хебрејског писма представљају комплетан обим који кад се подели бројем седам (свети број циклуса) даје кабалистички {\displaystyle \pi \,\!}, такође познат у овим круговима као савршени {\displaystyle \pi \,\!}.
Разлика између ова два броја је